# Tri-state area
La Tri-state area (en français zone ou aire des  trois états) est un terme informel qui peut être employé aux États-Unis pour désigner l'une des nombreuses zones peuplées associées à une ville ou à une métropole particulière qui, avec ses banlieues adjacentes, s'étend sur trois États américains. Certaines d'entre elles incluent un tripoint frontalier. D'autres régions à trois États ont une population plus diffuse mais partagent une économie et une géographie liées, en particulier la géologie, la botanique ou le climat. Le terme Tri-state area est souvent présent dans les publicités à la radio et à la télévision[réf. nécessaire].

## Zones à trois États
- La zone entourant la ville de New York, qui comprend des parties des États de New York, du New Jersey et du Connecticut[1]. Voir le Grand New York, qui comprend parfois une partie de la Pennsylvanie en tant que quatrième État.
- La région métropolitaine de Philadelphie, qui couvre des parties des États de Pennsylvanie, du New Jersey et du Delaware, tout en incluant également une partie de la  côte Est du Maryland.
- La région métropolitaine de Cincinnati, s'étendant sur l'Ohio, le Kentucky et l'Indiana.
- La région métropolitaine du Grand Boston, qui couvre des parties des États du Massachusetts, de Rhode Island et du New Hampshire.
- La zone métropolitaine de Providence couvre presque tout le Rhode Island et le comté de Bristol dans le  Massachusetts ; bien que le Connecticut ne soit inclus dans aucune définition officielle de la zone métropolitaine, trois des cinq comtés du Rhode Island bordent le Connecticut.
- La région des trois États de Pittsburgh, couvrant des parties de la Pennsylvanie, de l'Ohio et de la Virginie-Occidentale.
- La région des trois États d'Érié en Pennsylvanie, comprend des parties de l'État de New York et de l'Ohio.
- La région des trois États de Minisink Valley, qui couvre le comté d'Orange, État de New York, le comté de Sussex, dans le New Jersey, et le comté de Pike, en Pennsylvanie.
- La région des trois États de Chicago, ou Chicagoland, comprend le nord-est de l'Illinois, le nord-ouest de l'Indiana et le sud-est du Wisconsin. Certaines parties du sud-ouest du Michigan dans la région de Michiana sont également culturellement liées à Chicago. La Tri-State Tollway relie la partie de Chicagoland de l'Illinois au nord-ouest de l'Indiana et au sud-est du Wisconsin.
- La région du Grand Memphis ou Mid-South comprend l'ouest du Tennessee, le nord-ouest du Mississippi et le delta de l'Arkansas.
- La région des trois États de Dubuque, dans l'Iowa, déborde sur l'Illinois et le Wisconsin.
- La Crosse (Wisconsin), région des trois États, comprend La Crosse et Onalaska dans le Wisconsin, La Crescent, Hokah et Brownsville dans le Minnesota et New Albin et Lansing dans l'Iowa.
- La région des trois États de Chattanooga, dans le Tennessee, comprend des parties de l'Alabama et de la Géorgie.
- La zone qui comprend Washington, DC et les parties voisines du Maryland et de la Virginie est parfois vaguement appelée une «zone des trois États», bien que le district de Columbia ne soit pas un État. Cependant, avec la présence du comté de Jefferson, en Virginie-Occidentale, dans la zone statistique métropolitaine officielle de Washington-Arlington-Alexandrie, la région, telle que définie par le gouvernement américain, comprend en fait trois États. Cette zone est familièrement appelée le " DMV" (DC, Maryland, Virginie).
- Le « district de Joplin », une région minière de plomb et de zinc de l'Oklahoma, du Kansas et du Missouri, produit des spécimens minéraux connus sous le nom de minéraux « à trois états », généralement constitués principalement de sphalérite.
- La région de Wiregrass comprend le sud-est de l'Alabama, le sud de la Géorgie et la panhandle de Floride.
- La région métropolitaine de Sioux City dans l'Iowa, le Nebraska et le Dakota du Sud.
- Le nord-ouest du comté de Litchfield dans le Connecticut, le sud du comté de Berkshire dans le Massachusetts et l'est du comté de Dutchess dans l'état de New York sont appelés une zone à trois États ou parfois les Three Corners (« trois coins »).
- La région des trois États de Keokuk dans l'Iowa, comprend des parties de l'Iowa, du Missouri et de l'Illinois.
- La région des trois États Illinois-Indiana-Kentucky comprend Evansville (Indiana) et les parties adjacentes de l'Illinois et du Kentucky.
- La région métropolitaine de Huntington–Ashland comprend des villes de dix comtés du Kentucky, de l'Ohio et de la Virginie-Occidentale. Cette zone est parfois appelée "Kyova", un mot-valise des abréviations des trois États (KY, OH, VA).
- L'Ark-La-Tex est une région socio-économique à trois États qui comprend trente-neuf comtés/paroisses dans l'Arkansas, la Louisiane (LA) et le Texas.
- La région de la péninsule de Delmarva, qui comprend le Delaware et les côtes orientales du Maryland et celle de la Virginie.

Les régions de Quincy, Evansville et Huntington – Ashland sont remarquables car les trois États inclus sont tous séparés par des rivières.

## Tripoints

### Sur la terre ferme
Sur les 62 points aux États-Unis où trois et seulement trois États se rencontrent (chacun pouvant être associé à sa propre zone des trois États), 35 sont sur la terre ferme et 27 sont sur l'eau (lacs ou cours d'eau). Sur les 27 points sur l'eau, 3 d'entre eux se trouvent dans les Grands Lacs, et n'ont donc pas de terre à proximité.

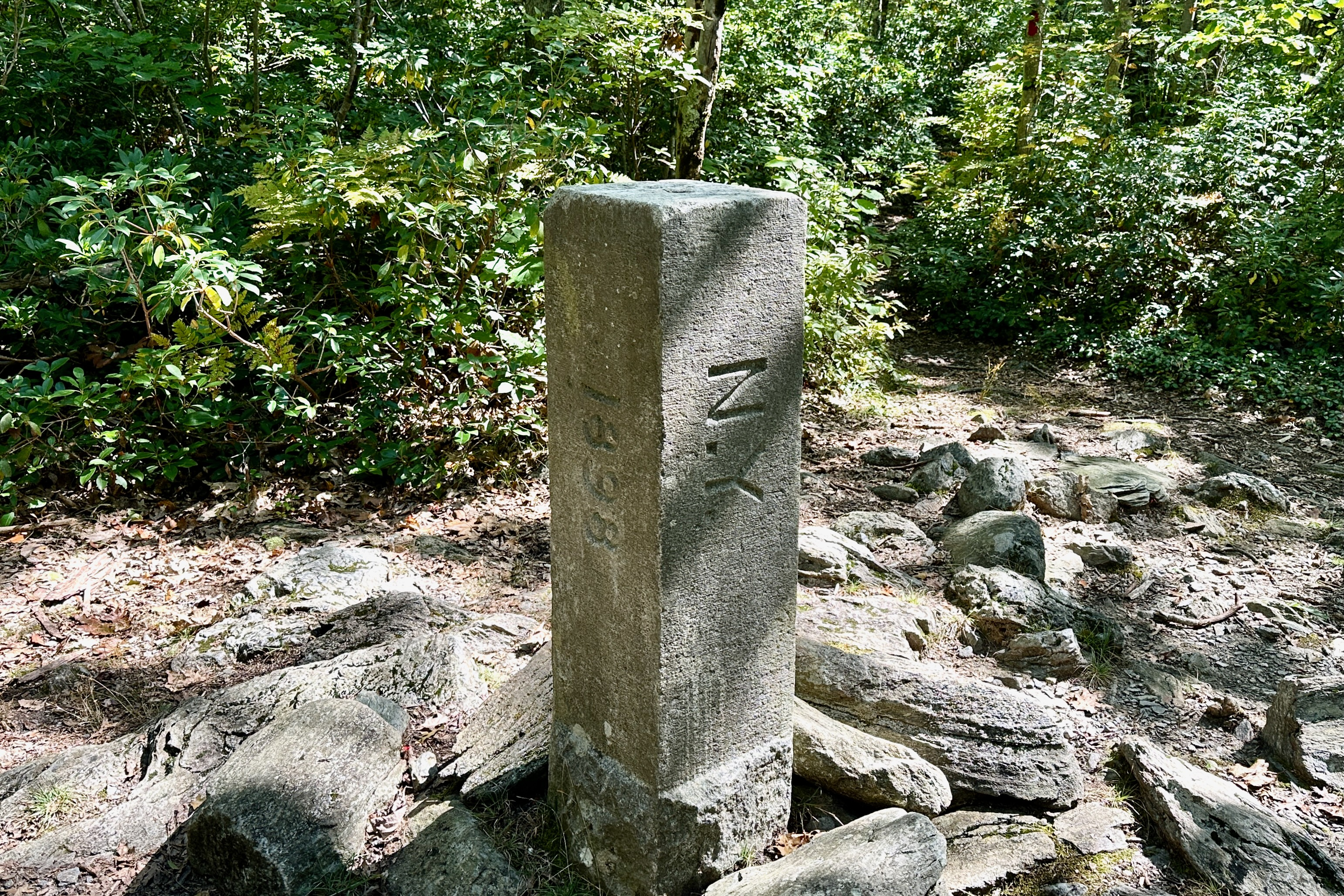
Marqueur tripoint CT–MA–NY
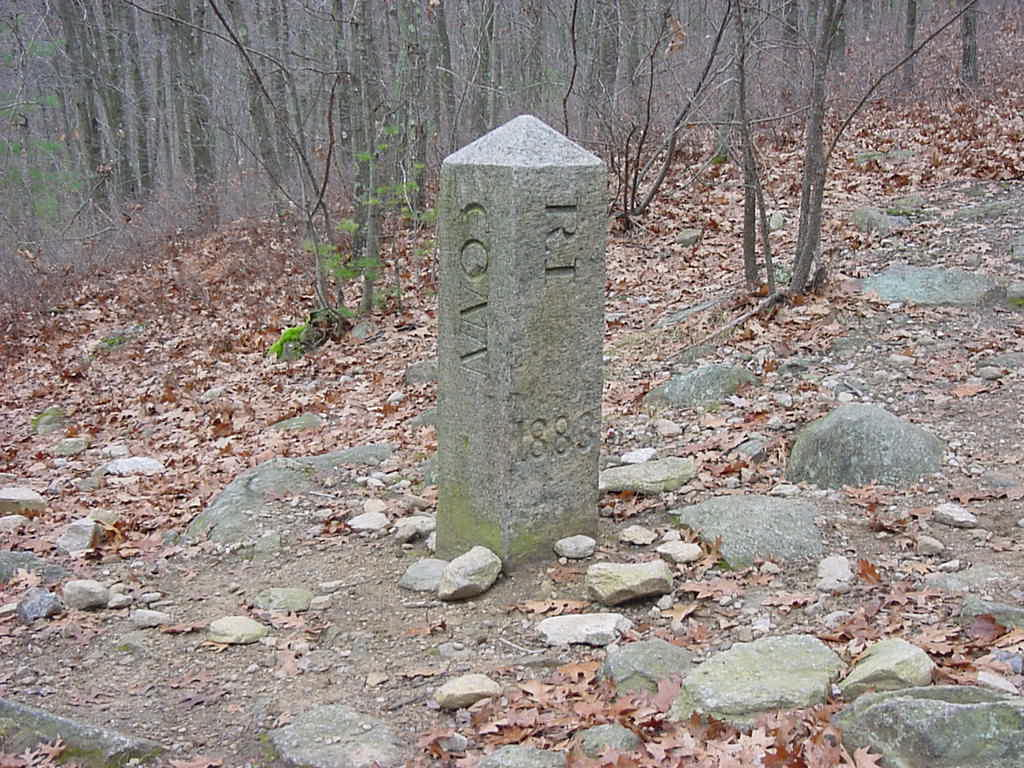
Marqueur tripoint CT-RI-MA
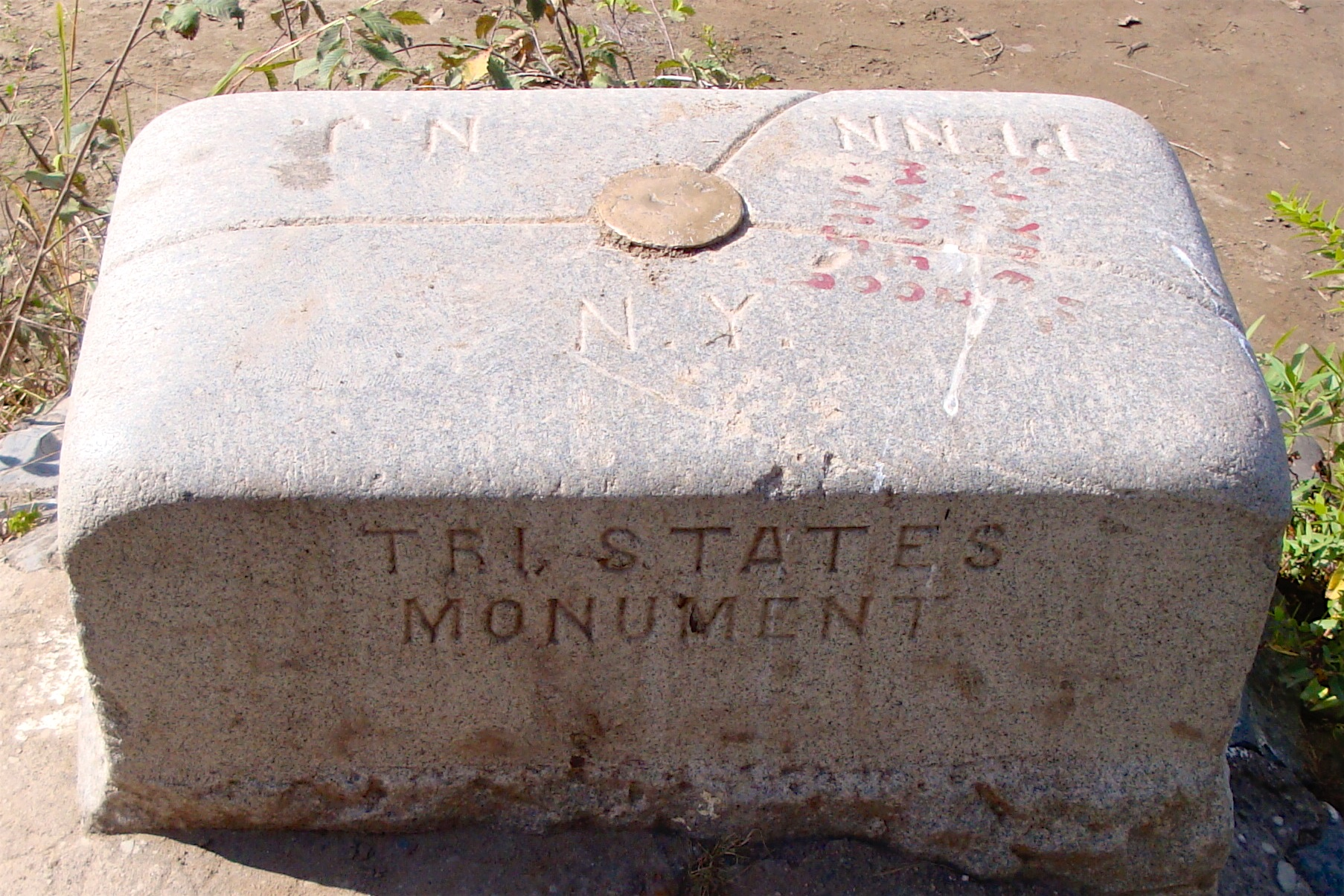
Marqueur tripoint NJ – NY – PA
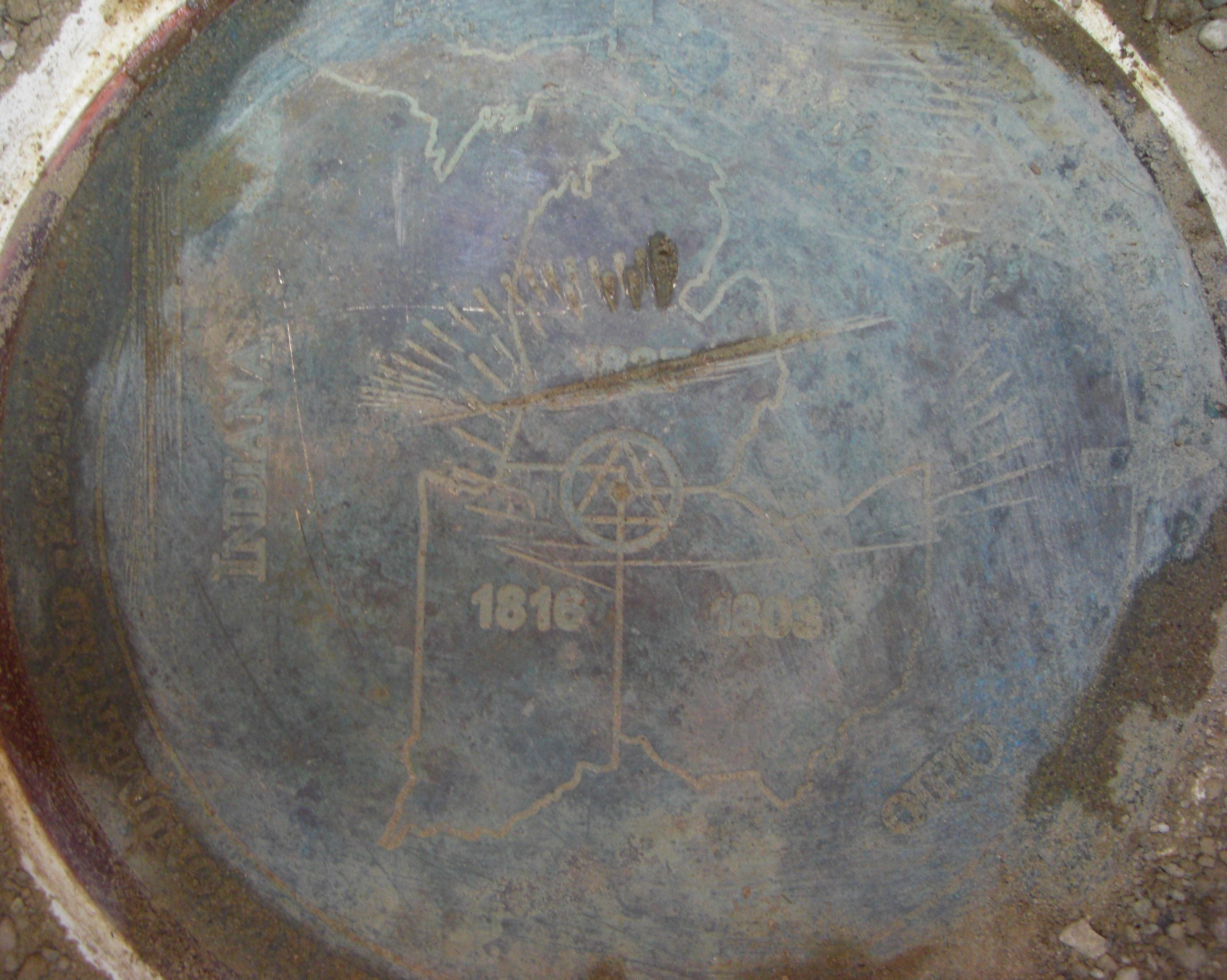
Marqueur tripoint IN – MI – OH
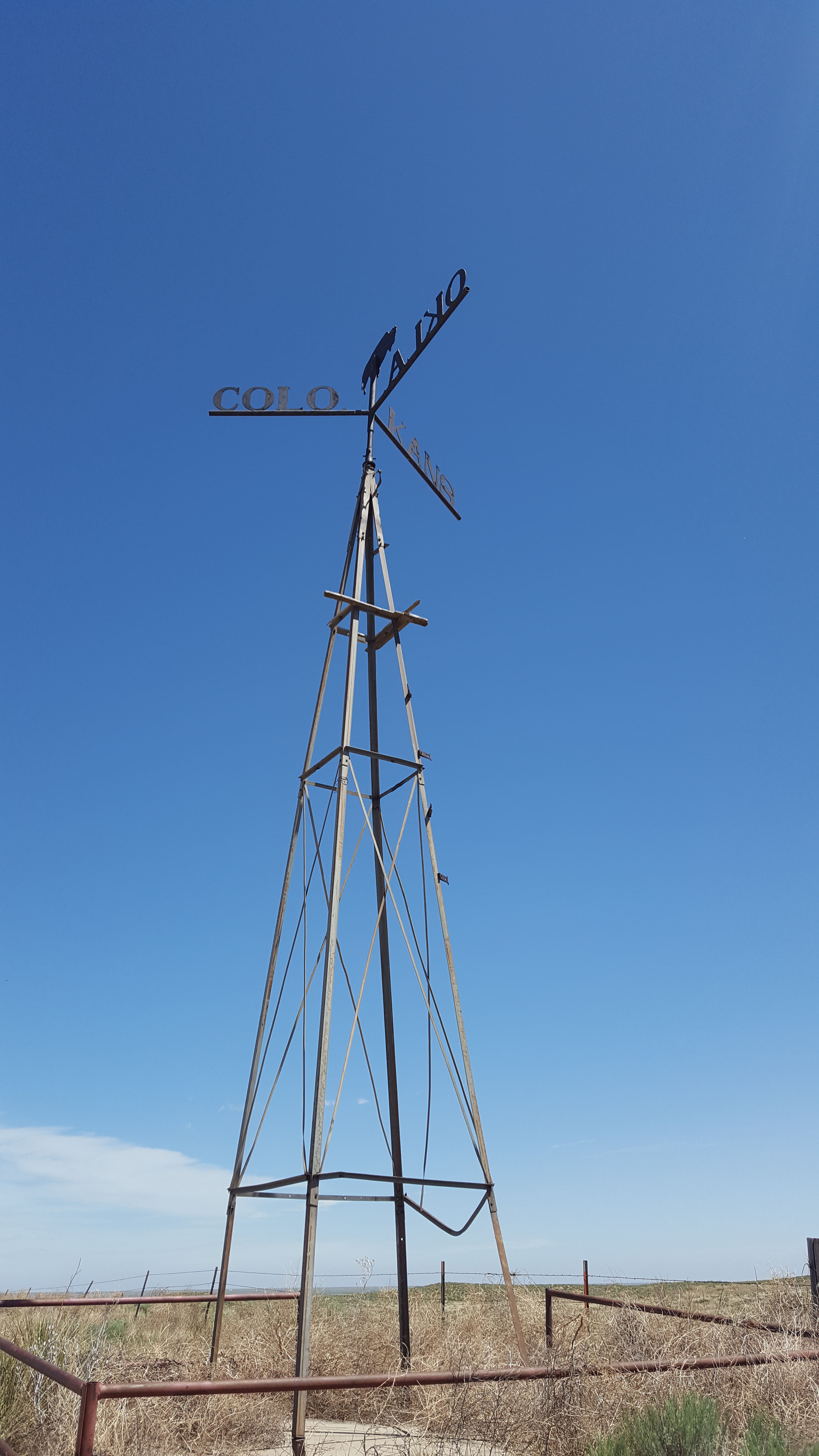
Marqueur tripoint CO – KS – OK ( 8 Mile Corner )
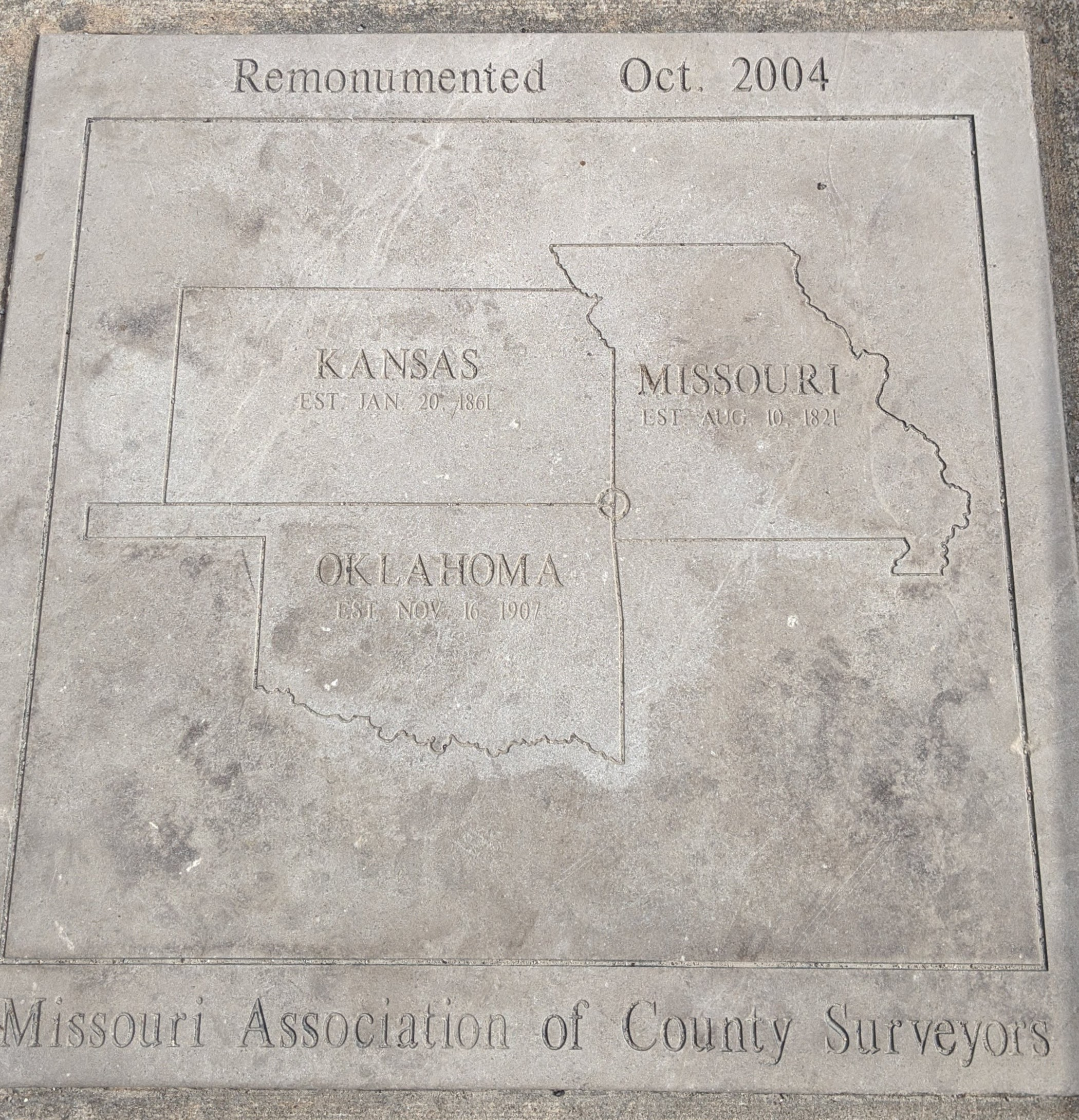
Marqueur tripoint KS-MO-OK

| État 1           | État 2           | État 3               | Coordonnées                                     | Notes |
| ---------------- | ---------------- | -------------------- | ----------------------------------------------- | --- |
| Alabama          | Floride          | Georgie              | 31°0′2″N 85°0′8″W / 31.00056°N 85.00222°W       | Le repère sur la rive de la Chattahoochee est situé quelques mètres plus bas et plus à l'ouest que le réel tripoint sur la ligne des hautes eaux. |
| Alabama          | Georgie          | Tennessee            | 34°59′5″N 85°36′19″W / 34.98472°N 85.60528°W    | Tri-State Corner. Repère sur la terre ferme au niveau de la surface et non marqué sur le lac dans la caverne situé juste en dessous. Volé en 2009 et retourné deux ans plus tard,.                                                                         |
| Arizona          | Nevada           | Utah                 | 37°0′1″N 114°3′2″W / 37.00028°N 114.05056°W     | Marqué par un monument en grès rouge. |
| Arkansas         | Louisiane        | Mississippi          | 33°0′15″N 91°9′58″W / 33.00417°N 91.16611°W     | Probablement non marqué sur une île alluvionnaire du fleure quelquefois relié à la rive occidentale par une vasière accrétée par un enrochement. |
| Arkansas         | Louisiane        | Texas                | 33°1′9″N 94°2′35″W / 33.01917°N 94.04306°W      | Voir Ark-La-Tex. Repère en train d'être entouré et absorbé par un arbre. |
| Arkansas         | Missouri         | Oklahoma             | 36°29′58″N 94°37′5″W / 36.49944°N 94.61806°W    | Repère avec un monument en pierre. |
| Arkansas         | Oklahoma         | Texas                | 33°38′16″N 94°29′9″W / 33.63778°N 94.48583°W    | Non marquée sur l'île alluvionnaire saisonnière ou dans le lit de la rivière, mais la frontière d'État Oklahoma-Texas, telle que révisée en 2000, est erronée car elle ne s'étend pas de la ligne de végétation à la rive sud jusqu'au tripoint préétabli. |
| Californie       | Nevada           | Oregon               | 41°59′40″N 119°59′57″W / 41.99444°N 119.99917°W | Marqué avec un cairn |
| Colorado         | Kansas           | Nebraska             | 40°0′11″N 102°3′6″W / 40.00306°N 102.05167°W    | Marqué avec un disque en laiton. |
| Colorado         | Kansas           | Oklahoma             | 36°59′35″N 102°2′32″W / 36.99306°N 102.04222°W  | 8 Mile Corner. Le repère est dissimulé dans une crypte sous un couvercle amovible d'un trou d'homme. |
| Colorado         | Nebraska         | Wyoming              | 41°0′5″N 104°3′12″W / 41.00139°N 104.05333°W    | Marqué d'une pierre entourée d'une base en pierre de trois couleurs. |
| Colorado         | Nouveau-Mexique  | Oklahoma             | 37°0′0″N 103°0′8″W / 37.00000°N 103.00222°W     | Preston Monument |
| Colorado         | Utah             | Wyoming              | 41°0′2″N 109°3′0″W / 41.00056°N 109.05000°W     | Marqué |
| Connecticut      | Massachusetts    | New York             | 42°2′59″N 73°29′14″W / 42.04972°N 73.48722°W    | Voir Brace Mountain ou Mont Frissell. Marqué avec une pierre sur laquelle est écrit MASS-1898-NY et un gratté CONN |
| Connecticut      | Massachusetts    | Rhode Island         | 42°0′29″N 71°47′57″W / 42.00806°N 71.79917°W    | Voir Thompson (Connecticut). Marqué par une pierre avec inscrit MASS-CONN-RI. |
| Delaware         | Maryland         | Pennsylvanie         | 39°43′20″N 75°47′19″W / 39.72222°N 75.78861°W   | VoirDelaware Wedge. Marked with a stone inscribed with M-M-P-P, as this was not the original intended tri-point. |
| Georgie          | Caroline du Nord | Tennessee            | 34°59′18″N 84°19′19″W / 34.98833°N 84.32194°W   | Marked. |
| Idaho            | Montana          | Wyoming              | 44°28′27″N 111°2′56″W / 44.47417°N 111.04889°W  | Located within Yellowstone National Park. Marked, although difficult to access. |
| Idaho            | Nevada           | Oregon               | 42°0′1″N 117°1′34″W / 42.00028°N 117.02611°W    | Marked with a three-sided stone inscribed with N-I-O on the respective faces. |
| Idaho            | Nevada           | Utah                 | 41°59′37″N 114°2′30″W / 41.99361°N 114.04167°W  | Marked with a granite monument inscribed with the respective states' names. |
| Idaho            | Utah             | Wyoming              | 42°0′6″N 111°2′48″W / 42.00167°N 111.04667°W    | Marked with a stone. |
| Indiana          | Michigan         | Ohio                 | 41°41′46″N 84°48′22″W / 41.69611°N 84.80611°W   | Brass marker with the shapes of the three states is located in a monument box beneath the surface of a rural road. Was set in 1999 and is referenced by a granite marker 20 feet to the east on the Michigan-Ohio line.                                    |
| Iowa             | Minnesota        | Dakota du Sud        | 43°30′1″N 96°27′12″W / 43.50028°N 96.45333°W    | True point is marked with a disc in the center of a T-shaped road intersection. A witness monument nearby in the South Dakota corner acknowledges the tri-point being set in 1859.                                                                         |
| Kansas           | Missouri         | Oklahoma             | 36°59′56″N 94°37′5″W / 36.99889°N 94.61806°W    | Marked with a plaque on a seldom used dead-end road. |
| Kentucky         | Tennessee        | Virginie             | 36°36′3″N 83°40′32″W / 36.60083°N 83.67556°W    | Tri-State Peak Located within Cumberland Gap National Historical Park. Marked. |
| Kentucky         | Virginie         | Virginie-Occidentale | 37°32′17″N 81°58′5″W / 37.53806°N 81.96806°W    | Marked with a USCG marker on top of a two-foot high iron pipe at the river's high point. |
| Maryland         | Pennsylvanie     | Virginie-Occidentale | 39°43′16″N 79°28′36″W / 39.72111°N 79.47667°W   | Marked with a pyramid-like stone. |
| Massachusetts    | New Hampshire    | Vermont              | 42°43′37″N 72°27′30″W / 42.72694°N 72.45833°W   | Marker is technically on dry land, but buried within river bed due to a dam's construction downstream. |
| Massachusetts    | New York         | Vermont              | 42°44′45″N 73°15′54″W / 42.74583°N 73.26500°W   | Marqué avec une pierre. |
| Montana          | Dakota du Nord   | Dakota du Sud        | 45°56′43″N 104°2′44″W / 45.94528°N 104.04556°W  | Marqué avec une pierre de granit rouge. |
| Montana          | Dakota du Sud    | Wyoming              | 44°59′51″N 104°3′28″W / 44.99750°N 104.05778°W  | Marked with a stone within a fence. |
| Nebraska         | Dakota du Sud    | Wyoming              | 43°0′2″N 104°3′11″W / 43.00056°N 104.05306°W    | Marqué par une pierre avec une barrière. |
| New Jersey       | New York         | Pennsylvanie         | 41°21′27″N 74°41′42″W / 41.35750°N 74.69500°W   | Marqué par le Tri-States Monument à Port Jervis, New York à la confluence du fleuve Delaware et de la rivière Neversink,. |
| Nouveau-Mexique  | Oklahoma         | Texas                | 36°30′1″N 103°0′9″W / 36.50028°N 103.00250°W    | Repère Texhomex |
| Caroline du Nord | Tennessee        | Virginie             | 36°35′17″N 81°40′39″W / 36.58806°N 81.67750°W   | North Carolina–Tennessee–Virginia Corners - Marqué. |

### Sur l'eau
| État 1      | État 2           | État 3               | Coordonnées | Eau                                      | Notes |
| ----------- | ---------------- | -------------------- | --- | ---------------------------------------- | --- |
| Alabama     | Mississippi      | Tennessee            | 34°59′44″N 88°12′0″W / 34.99556°N 88.20000°W                                                                                            | Tennessee River                          | |
| Arizona     | Californie       | Nevada               | 35°0′7″N 114°38′1″W / 35.00194°N 114.63361°W                                                                                            | Colorado River                           | |
| Arkansas    | Mississippi      | Tennessee            | 34°59′44″N 90°18′33″W / 34.99556°N 90.30917°W                                                                                           | Fleuve Mississippi                       | Aire métropolitaine Memphis, Tennessee. |
| Arkansas    | Missouri         | Tennessee            | 36°0′2″N 89°43′59″W / 36.00056°N 89.73306°W                                                                                             | Fleuve Mississippi                       | |
| Connecticut | New York         | Rhode Island         | 41°18′16″N 71°54′26″W / 41.30444°N 71.90722°W                                                                                           | Long Island Sound                        | La partie de New York qui est tri-state area est Fishers Island. C'est l'aire métropolitaine de a New London (Connecticut).                                                                                         |
| Delaware    | New Jersey       | Pennsylvanie         | 39°48′7″N 75°24′54″W / 39.80194°N 75.41500°W                                                                                            | Delaware River                           | Philadelphie aire métropolitaine, à l'est du Twelve-Mile Circle. |
| Georgie     | Caroline du Nord | Caroline du Sud      | 35°0′2″N 83°6′31″W / 35.00056°N 83.10861°W                                                                                              | Chatooga River                           | Situé dans la rivière, très près du repère sur la terre ferme. |
| Idaho       | Oregon           | Washington           | 45°59′43″N 116°54′58″W / 45.99528°N 116.91611°W                                                                                         | Snake River                              | |
| Illinois    | Indiana          | Kentucky             | 37°47′57″N 88°1′41″W / 37.79917°N 88.02806°W                                                                                            | Wabash River and Ohio River              | Aire métropolitaine d'Evansville (Indiana). Voir l'Illinois–Indiana–Kentucky tri-state area. |
| Illinois    | Indiana          | Michigan             | 41°45′39″N 87°12′28″W / 41.76083°N 87.20778°W                                                                                           | Lac Michigan                             | Connue sous le nom d'Indiana Dunes ou Michigan Dunes Area |
| Illinois    | Iowa             | Wisconsin            | 42°30′30″N 90°38′27″W / 42.50833°N 90.64083°W                                                                                           | Fleuve Mississippi                       | Aire métropolitaine Dubuque (Iowa). |
| Illinois    | Kentucky         | Missouri             | 36°58′51″N 89°8′3″W / 36.98083°N 89.13417°W                                                                                             | Fleuve Mississippi et Ohio River         | la région de Little Egypt, région populairement labellisée comme une tri-state area avec Saint-Louis (Missouri), Carbondale (Illinois) metro area and Paducah (Kentucky) en constitue son noyau.                    |
| Illinois    | Michigan         | Wisconsin            | 42°29′37″N 87°1′12″W / 42.49361°N 87.02000°W                                                                                            | Lac Michigan                             | |
| Indiana     | Kentucky         | Ohio                 | 39°6′20″N 84°49′13″W / 39.10556°N 84.82028°W                                                                                            | Ohio River                               | Aire métropolitaine de Cincinnati. Le tripoint est près, mais non exactement à, la confluence avec la rivière Great Miami.                                                                                          |
| Iowa        | Illinois         | Missouri             | 40°22′42″N 91°25′10″W / 40.37833°N 91.41944°W                                                                                           | Fleuve Mississippi et rivière Des Moines | frontalier avec le comté de Lee (Iowa) |
| Iowa        | Minnesota        | Wisconsin            | 43°30′2″N 91°13′4″W / 43.50056°N 91.21778°W                                                                                             | Fleuve Mississippi                       | Aire métropolitaine de La Crosse (Wisconsin). Fut apparemment marqué à une époque avec une marque accrochée sur le lieu mais il a été déplacé depuis au moins 2001.                                                 |
| Iowa        | Missouri         | Nebraska             | 40°35′7″N 95°45′56″W / 40.58528°N 95.76556°W                                                                                            | Missouri River                           | |
| Iowa        | Nebraska         | Dakota du Sud        | 42°29′26″N 96°26′44″W / 42.49056°N 96.44556°W                                                                                           | Big Sioux River et Missouri River        | Aire métropolitaine de Sioux City, Iowa. |
| Kansas      | Missouri         | Nebraska             | 40°0′0″N 95°18′30″W / 40.00000°N 95.30833°W                                                                                             | Missouri River                           | |
| Kentucky    | Missouri         | Tennessee            | 36°29′54″N 89°32′22″W / 36.49833°N 89.53944°W 36°29′52″N 89°29′6″W / 36.49778°N 89.48500°W 36°29′57″N 89°25′6″W / 36.49917°N 89.41833°W | Fleuve Mississippi                       | Trois tripoints séparés, dus aux méandres du fleuve (bien que probablement un seul tri-state area les entoure tous). Voir aussi le Kentucky Bend.                                                                   |
| Kentucky    | Ohio             | Virginie-Occidentale | 38°25′18″N 82°35′45″W / 38.42167°N 82.59583°W                                                                                           | Big Sandy River et Ohio River            | Huntington (W.V.)-Ashland (Ky.)-Ironton (Oh.) Tri-State region. |
| Maryland    | Virginie         | Virginie-Occidentale | 39°19′17″N 77°43′8″W / 39.32139°N 77.71889°W                                                                                            | Potomac River                            | Non marqué, sur le ligne de basses eaux et presque toujours submergé. |
| Michigan    | Minnesota        | Wisconsin            | 47°17′28″N 89°57′26″W / 47.29111°N 89.95722°W                                                                                           | Lac Supérieur                            | |
| Minnesota   | Dakota du Nord   | Dakota du Sud        | 45°56′7″N 96°33′49″W / 45.93528°N 96.56361°W                                                                                            | Bois de Sioux River                      | Pas directement marqué et probablement dans la rivière. |
| Ohio        | Pennsylvanie     | Virginie-Occidentale | 40°38′20″N 80°31′8″W / 40.63889°N 80.51889°W                                                                                            | Ohio River                               | Techniquement le Beginning Point de l'U.S. Public Land Survey, le monument se trouve à environ 339 mètres au nord du tripoint, la localisation actuelle de ce dernier se trouvant dans l'eau; Pittsburgh Tri-State. |